# Eduard Strauch
Eduard Strauch, född 17 augusti 1906 i Essen, död 15 september 1955 i Uccle, var en tysk SS-Obersturmbannführer.

## Biografi
Strauch var från 4 november till 2 december 1941 befälhavare för Einsatzkommando 2 inom Einsatzgruppe A och därmed ansvarig för massmord på 10 600 judar i Riga. Därefter utsågs han till chef för Sicherheitspolizei (Sipo) och Sicherheitsdienst (SD) i Vitruthenien (Vitryssland). Från mars till augusti 1942 var han ledare för Sonderkommando 1b inom Einsatzgruppe A, som utförde massavrättningar i bland annat Minsk.
I maj 1944 utnämndes Strauch till chef för Sipo och SD i Belgien, där han gjorde sig skyldig till ytterligare krigsförbrytelser och brott mot mänskligheten.

### Rättegång
Vid Einsatzgruppenrättegången i Nürnberg 1947-1948 dömdes Strauch till döden genom hängning, men utlämnades till belgiska myndigheter. En belgisk militärdomstol dömde honom ånyo till döden den 31 januari 1949, men domen kom aldrig att verkställas på grund av Strauchs mentala ohälsa. Han avled på ett mentalsjukhus 1955.

### Webbkällor
- Eduard Strauch (italienska)